# Nicolás Raimondi
Nicolás Raimondi Schiaffarino (né le 5 septembre 1984 à Montevideo en Uruguay) est un footballeur uruguayen, qui évolue au poste d'attaquant.

## Palmarès
| Liverpool Montevideo - Championnat d'Uruguay de D2 (1) : - Champion : 2002. |  | Jorge Wilstermann - Championnat de Bolivie (1) : - Champion : 2010 (Ouverture). |